# عقامة (إثيوبيا)

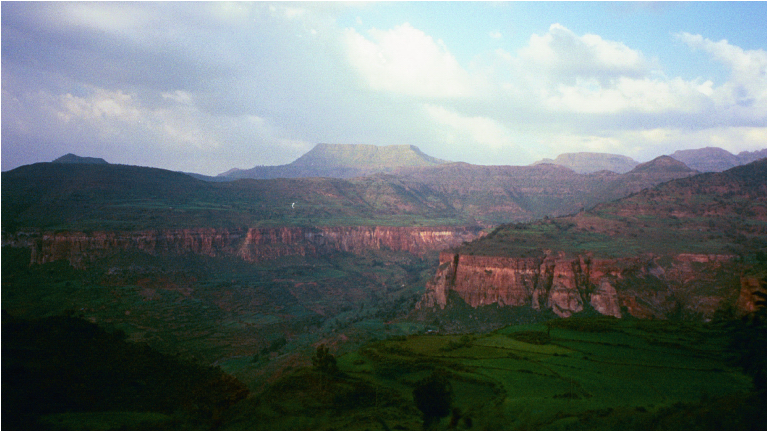

أغام أو  أغ ام (تجرنية ዓጋመ أمهرية ዓጋሜ) كانت ولاية سابقة في شمال إثيوبيا واقعة في إقليم تغراي وحكمت فيها بلقيس وعاصمة عقراط.